# Triangulum II
Triangulum II (Tri II oder Laevens 2) ist eine äußerst lichtschwache, sphäroide Zwerggalaxie. Sie wurde im Jahr 2015 von Benjamin P. M. Laevens et al. am Keck-Observatorium entdeckt. Nach den astrometrischen Messungen von Gaia (ESA, 2018) umkreist Tri II die Milchstraße am Rand des äußeren Halos auf einer nahezu kreisförmigen Bahn im heliozentrischen Abstand von 30.000 Parsec. Vorangehende Messungen hatten überwiegend eine geringere Entfernung ausgewiesen. Der Halblichtradius wird mit 34+9−8 pc angegeben. Das Alter wird auf etwa 13 Milliarden Jahre abgeschätzt.
Die Zwerggalaxie Tri II umfasst ca. 1000 Sterne und hat eine Leuchtkraft von nur 450 L☉. Triangulum II entspricht der Definition einer „Galaxie“. Dies steht auch in Einklang mit der geringen Häufigkeit von Neutroneneinfang-Elementen. Bemerkenswert ist außerdem das sehr hohe Masse-Leuchtkraft-Verhältnis von 3600+3500−2100 M☉/L☉; dies macht sie zu einer der am stärksten von Dunkler Materie dominierten Galaxien.
Obwohl durch die Milchstraße deutlich wirksame Gezeitenkräfte ausgeübt werden, befindet sich Tri II im dynamischen Gleichgewicht. Angesichts der relativ geringen Anzahl der Sterne ist dieser physikalische Zusammenhalt nicht selbstverständlich.
Auch detaillierte Messungen von den Geschwindigkeitsverteilungen der Sterne innerhalb der Zwerggalaxie legen nahe, dass Triangulum II einen äußerst hohen Anteil an Dunkler Materie aufweist. Nach aktuellen Einschätzungen von Astronomen ist Triangulum II ein wichtiger Kandidat zum experimentellen Nachweis Dunkler Materie.